# Programa de Iglau
El Programa de Iglau del 8 de septiembre de 1913 fue un programa político adoptado por el Partido Obrero Alemán de Austria-Hungría, con el fin de actualizar y enclarecer las ideas del DAP. El preámbulo fue escrito por el Dr. Walter Riehl y el resto del programa por Rudolf Jung, en la ciudad de Iglau en la actual República Checa. El programa se aleja de los orígenes socialdemócratas y de la retórica izquierdista del antiguo programa del partido, dándole mayor peso a la cuestión nacional y racial, un carácter más interclasista, un antisemitismo que estaba ausente en el Programa de Trautenau, el Lebensraum, y se incluye un discurso más belicista, autoritario y agresivo.

## Puntos del programa

### Preámbulo
El movimiento obrero moderno se origina en Inglaterra. La explotación descarnada del trabajador por parte del capitalismo emergente a principios del siglo XIX condujo a sangrientos disturbios que no dieron resultados prácticos a los trabajadores. Fueron los eruditos y académicos franceses y alemanes, todos ellos provenientes de las clases adineradas, quienes construyeron las viejas ideas del comunismo y el socialismo y crearon aquellos principios que más tarde inspirarían a Lassalle a fundar la primera asociación de trabajadores en Alemania.
Luego Karl Marx creará ese sistema doctrinal del socialismo internacional al que los socialdemócratas todavía se aferran hoy aquí en Alemania, o al menos en teoría, mientras que en cambio, los socialistas de casi todas las demás naciones [Völker] se han dado cuenta hace ya mucho tiempo de que, en la práctica, el camino al socialismo solo puede darse a través un ethos völkisch saludable. Las lecciones de Marx que siguen inspirando hasta hoy al partido socialdemócrata son, al menos en su mayor parte, obsoletas, y aún así su obra mantiene una gran influencia sobre la miscelánea política independiente de todo el movimiento obrero.
Sus enseñanzas sobre el internacionalismo fueron, y son, inadecuadas y han provocado un daño inconmensurable para el espíritu alemán [Deutschtum] de Europa Central. La clase obrera tiene un interés especial en la posición de poder, en el mantenimiento y expansión del espacio vital [Lebensraumes] de su propio pueblo. No son los caprichos de los príncipes los que conducen a los conflictos entre los pueblos, sino la competencia económica.
Ha surgido, especialmente en los países más desarrollados, una demanda de mano de obra; los trabajadores extranjeros de cultura inferior a menudo han desplazado a los antiguos habitantes nativos. Este fenómeno ha impactado a la patria alemana, con su céntrica ,con ubicación, con toda su fuerza.
La socialdemocracia austríaca es hija del Reich alemán y, se suponía, sus principios internacionalistas pasarían aquí, en Austria, la prueba de fuego para demostrar su validez. En cambio, su estructura teórica se derrumbó por completo bajo los golpes de la realidad.
Sólo los pobres camaradas de origen alemán parecen aún aferrarse a estos principios con una lealtad ciega, aún a su propio costo. El alemán, el que más contribuyó a hacer grande a la socialdemocracia, ha sido expulsado de sus lugares de trabajo en muchas áreas por sus "camaradas" eslavos a los que calurosamente recibió. Los patrones alemanes trajeron a los trabajadores eslavos, mano de obra más barata, pero se desentendieron de su obligación de proteger a sus compatriotas alemanes.
Esto comenzó, por fin, a despertar sanos instintos de autopreservación en la cabeza del trabajador alemán. Inspirados por el gran movimiento nacional alemán, aún burgués, de los años noventa en la Austria alemana, los trabajadores alemanes fundaron asociaciones de obreros y jornaleros exclusivamente alemanes en varias ciudades. Reconocieron lo desastroso de las doctrinas internacionalistas para su propio pueblo y la deshonestidad de una socialdemocracia dirigida hoy por judíos y aliada con las grandes empresas transnacionales. En la misma línea, adoptaron una postura contra el intento de los internacionalistas de negro —se refiere a los católicos— de fundar una farsa de partido obrero de tipo clerical.
Pero nuestros tempranos simpatizantes, procedentes principalmente de las filas socialdemócratas, pronto comenzaron a exigir un programa que ajustara a sus demandas económicas como pueblo. En este nuevo programa, inspirado por el pensamiento völkisch, va de la mano con las demandas económicas inmediatas del trabajo en el programa Trautenau de 1904.

### Principios del partido
El Partido Obrero Alemán busca la elevación y la liberación de clase trabajadora alemana de su actual opresión económica, política y espiritual. Parte de la convicción de que sólo dentro de los límites naturales de su pueblo [Volkstums] puede el trabajador alcanzar el pleno valor de su trabajo y sus capacidades intelectuales con respecto a las demás clases de la comunidad cultural.
Rechazamos la organización multiétnica, internacionalista, porque sobrecarga a los trabajadores mayoritarios con los minoritarios, impidiendo por completo cualquier progreso real para la clase obrera alemana en Austria.
El Partido Obrero Alemán afirma que la mejora de las condiciones económicas y sociales sólo puede lograrse mediante la coordinación de las asociaciones profesionales; que el trabajo de reforma positivo y decidido puede superar las condiciones sociales insostenibles de hoy y salvaguardar el progreso de la clase trabajadora en la sociedad.
El Partido Obrero Alemán no es un partido de clase estrecho, sino que representa los intereses de todos los trabajadores honestos y productivos en general, pero considera, ante todo, representante de las demandas de la mano de obra alemana, luchando por la eliminación de todas las injusticias y abogando por la creación de condiciones más justas en la vida pública.
Somos un partido völkisch de liberación nacional que combate con absoluta severidad todas las ambiciones reaccionarias, todos los privilegios medievales, eclesiásticos y capitalistas, y toda influencia racialmente extranjera [fremdvölkischen Einfluß]. Pero, sobre todo, combatimos la abrumadora influencia del espíritu judío en todos los ámbitos de la vida pública.
La influencia del progreso, el trabajo y la técnica en el estado y la sociedad es nuestro objetivo: la unidad económica y política del pueblo trabajador alemán es el medio del Partido Obrero Alemán para alcanzar este fin.

### I.
El cumplimiento de los deberes espirituales como nuestro estado se hace imposible por las luchas nacionales que surgen una y otra vez de la anticuada división de las Tierras de la Corona. Por tanto, pedimos la disolución de las Tierras de la Corona existentes y la creación de nuevas regiones autónomas, cuyas fronteras deben determinarse en función del asentamiento étnico [völkischen Siedlungen].
Por lo tanto, exigimos:
1. Reorganización de las relaciones con Hungría, en el espíritu de una distribución justa de las cargas y la garantía de derechos nacionales y étnicos para nuestros camaradas populares germano-húngaros bajo dominio magiar.
2. Hasta la provisión de la independencia étnica, completa bifurcación provincial de Bohemia como la medida más urgente e inaplazable de justicia völkisch; derogación de las ventajas concedidas a las provincias de Galicia, Bucovina y Dalmacia a expensas de las Tierras de la Corona occidentales.
3. Declaración legal del alemán como única lengua estatal en Austria; ¡el idioma alemán es, por lo tanto, el idioma exclusivo del ejército, órganos representativos y oficinas públicas! Solo alemanes deberían ocupar cargos públicos en áreas de habla alemana.

### II.
En el campo del gobierno, el Partido Obrero Alemán exige el libre desarrollo de la naturaleza de cada pueblo [Volkswesen]:
1. Expansión de los derechos al voto en todas las provincias y municipios; abolición de la Cámara de los Lores.
2. Profunda expansión de la autonomía estatal.
3. Derechos a la libre asociación y la libre reunión; derecho a la libertad de expresión y la libertad de prensa; abolición de los procesos penales impersonales; desregulación del colportage.
4. Protección contra cualquier injerencia en el ejercicio de los derechos nacionales, es decir, contra la utilización de las condiciones salariales y de empleo para restringir los derechos personales de libre determinación.
5. Las leyes fundamentales [Staatsgrundgesetze] no pueden ser modificadas por decreto; El artículo 14 de la Ley Fundacional debe ser abolido.
6. Los ministros individuales deben ser seleccionados del Reichsrat y responsables, bajo pena severa, del mantenimiento de la constitución y de la justa aplicación de la ley.
7. De acuerdo con el servicio militar obligatorio general existente, se exige la reestructuración del ejército presente en un Ejército Popular [Volksheer], en el que cualquier persona capaz puede ascender a los puestos más altos; reducción del tiempo de servicio activo; restricciones a la destitución de los oficiales más capaces; audiencias públicas para los consejos de guerra.

### III.
La política económica del estado debe adaptarse a las necesidades de las masas populares. Sobre todo, la redacción de una legislación laboral es una necesidad apremiante.
En el ámbito económico y sociopolítico aspiramos principalmente a:
1. Creación de un territorio aduanero común con el Reich alemán.
2. Transferencia de las empresas capitalistas a gran escala, cuya propiedad privada es perjudicial para el bien común, a la posesión del Reich o del municipio, en particular la nacionalización de la industria minera y los ferrocarriles.
3. Reorganización de todo el sistema tributario; abolición de todos los impuestos indirectos e introducción de un impuesto sobre la renta progresivo; fijación de un salario digno libre de impuestos [Existenzminimums]; la programación de tasas impositivas más altas para los ingresos de los rentistas y tasas más bajas para los ingresos del trabajo; perfeccionamiento del impuesto de sucesiones; aumento del impuesto bursátil; introducción de impuestos de lujo e impuestos sobre todas las propiedades aún no gravadas; estrictas sanciones por evasión de impuestos.
4. Libertad de asociación completa e irrestricta; reconocimiento legal de los sindicatos; plena libertad de organización comunal para los trabajadores agrícolas; protección contra cualquier violación de las creencias políticas y afiliación sindical de trabajadores individuales; contra el terrorismo de parte de compañeros de trabajo disidentes y sus asociaciones.
5. Creación de Cámaras de Trabajo para la promoción de los intereses económicos de las clases trabajadoras.
6. Fijación de tasas de salarios mínimos para cada ocupación y región; promulgación de legislación estatutaria con la que las autoridades públicas y los órganos autónomos puedan impedir el alistamiento de trabajadores racialmente extranjeros para presionar los salarios.
7. Creación de una oficina pública de empleo [Arbeitsnachweises] mediante la derogación de las agencias privadas de empleo [Arbeitsvermittlung].
8. Colocación del trabajo a domicilio [Heimarbeit] bajo vigilancia sanitaria y comercial, con el objetivo final de su eventual abolición.
9. Regulación legal de la jornada laboral sobre la base de la jornada de ocho horas, estableciéndose jornadas laborales más cortas para las industrias peligrosas; legislación nacional de protección del trabajo.
10. Prohibición del trabajo nocturno en todas las industrias, cuando no sea imprescindible por razones técnicas; una prohibición total del trabajo nocturno para mujeres y trabajadores jóvenes.
11. Implementación general de un período de descanso semanal de 36 horas; sábados por la tarde libres para las trabajadoras y establecimiento del derecho a vacaciones para todos los empleados en el sentido de la Ley de Empleados Comerciales. 
12. Prohibición del trabajo femenino en empresas peligrosas para la salud y en la minería; introducción de la licencia de maternidad [Wöchnerinnenschutz]; prohibición total del trabajo remunerado para los menores de catorce años y el establecimiento de un período de trabajo más corto para los trabajadores jóvenes.
13. Establecimiento de certificados de calificación [Befähigungsnachweisen] como requisito para el trabajo altamente calificado; disposiciones legales más estrictas que cubren la prevención de accidentes y el estado de los talleres.
14. Desarrollo de la Inspección del Trabajo [Gewerbeaufsicht] y ampliación del ámbito de competencias de sus supervisores (inspectores). Empleo de auxiliares de supervisión de fábrica extraídos de las clases trabajadoras. Designación de supervisoras para empresas con mano de obra femenina. Mantenimiento de estadísticas laborales.
15. Establecimiento de tribunales industriales [Gewerbegerichten] en todos los centros lugares industriales; los tribunales laborales se estructurarán como agencias de arbitraje para todos los conflictos laborales y salariales.
16. Mejora de la Ley de Vivienda para los Trabajadores; creación de una Ley de Vivienda Garantizada e introducción de una Autoridad de Vivienda; facilitación sistemática de la Ley de Tierras; abolición de la especulación con la tierra y los alimentos.
17. Reorganización uniforme de todo el sistema de seguro del trabajo; expansión de los seguros de salud y accidentes; introducción del seguro general de vejez e invalidez; prestaciones para viudas y huérfanos; seguro contra el desempleo mediante el apoyo a tales esfuerzos de los sindicatos libres y, además, mediante la estructuración de esta clase de seguro dentro del seguro de los trabajadores.
18. Creación de un Ministerio de Política Social, al que se adscribirá todo el sector de la seguridad social. Además, exigimos la nacionalización de toda la industria aseguradora.

### IV.
El Partido Obrero Alemán exige en el campo cultural:
1. Total separación entre Iglesia-Estado.
2. Mejora de la condición jurídica y política de la mujer y mayor desarrollo de la Ley del Matrimonio.
3. Reforma del sistema escolar en el espíritu del Volksgeist moderno; separación total entre la Escuela y la Iglesia; materiales de aprendizaje complementarios y educación pública; regulación de la educación superior y la educación técnica, en particular a través de su traslado a los horarios diurnos y entre semana. Para los docentes, un ingreso acorde a su formación y responsabilidades; libre elección de los representantes de los docentes en todos los órganos del consejo escolar.
4. Simplificación de la administración de justicia; representación legal gratuita; compensación para los detenidos y condenados injustamente; nacionalización de la profesión médica; promulgación de una ley seca, incluyendo medidas contra los abusos y la influencia del capital del alcohol [Alkoholkapitals] como la promoción de la construcción de comedores libres de alcohol.